# 陳金順
陳金順（1966年—）台灣藝專廣電科畢業。台語作家。以詩作見長，作品內涵主要觀照台灣本土。設有個人網路新聞台「春天e霧」。台語文學評論者方耀乾認為其「作品以歌詠台灣以及批判政治、關懷社會為主，是戰後台語文學第二代的重要推手。」其詩作〈霧〉、〈烏跤天使〉收錄在林央敏主編的前衛版台語詩選集《台語詩一世紀》裡。

## 經歷
1995年開始創作台語文學，1998年創刊《島鄉台語文學》雜誌並擔任主編，也曾擔任《茄苳》主編、台灣新本土社成員。2003年主編《台語詩新人選》，2005年12月與台文界的友志共同創刊《台文戰線》雜誌，並首任執行主編。2007年與施俊州共同主編《2006台語文學選》。

## 獲獎紀錄
曾獲教育部推展母語傑出貢獻獎、南瀛文學獎現代詩首獎、府城文學獎台語文學（散文類）正獎、臺北縣文學獎、花蓮文學獎、海翁台語文學獎、南鯤鯓台語文學獎、鹽分地帶文學創作獎等等。

## 著作
- 詩集三冊：《島鄉詩情》、《思念飛過嘉南平原》、《一欉文學樹》。
- 散文集一冊：《賴和價值一千箍》。
- 小說二冊：《Formosa時空演義》，《天星照路》。

## 資料來源及註解
1. ↑  方耀乾/著，《台語文學史簡冊：台語文學的起源與發展》，自費出版，2005年，頁25。
2. ↑  林央敏/編，《台語詩一世紀》，前衛出版社，2005年，頁195。